# Mallam Mudi Yahaya
Mallam Mudi Yahaya (* 1968 in Kano) ist ein zeitgenössischer Fotograf, Kurator, Filmemacher, Forscher und Essayist, der in Nigerias Kulturhauptstadt Lagos lebt. Seine Ausstellungen, Filme und Publikationen haben ihm einen internationalen Ruf als einer der bedeutenden zeitgenössischen Künstler Nigerias verschafft.

## Werk
Mallam Mudi Yahaya ist ein zeitgenössischer Künstler, der in seiner Arbeit Interpretationen afrikanischer hybrider Identitäten in ihren unterschiedlichen visuellen Dialekten, Währungen und Vokabularien erforscht. Angesichts der massiven Digitalisierung von Mediendaten untersucht Mallam Mudi Yahaya die Ästhetik postkolonialer afrikanische Identitäten in Film und Bild. Mallam Mudi Yahayas Arbeit erforscht darüber hinaus die Beziehungen und Spannungen zwischen Bildern, Begriffen und Strategien der postkolonialen Dekonstruktion afrikanischer Identitäten in synkretistischen afrikanischen Räumen. Sein Interesse an Identität erstreckt sich auch auf Fotoarchive, in denen er Gegenerzählungen zu photographischer Repräsentation erforscht.

## Ausstellungen (Auswahl)

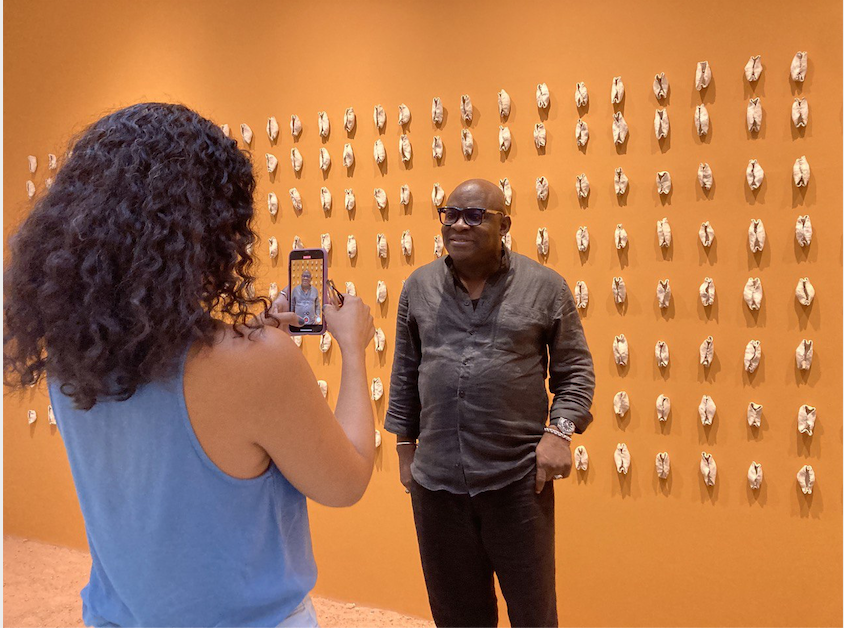
Mudi Yahaya, National Museum of Afro-Brazilian Culture, Salvador de Bahía, Brazil 2024

- 2009: A Perspective on Contemporary Nigerian Photography, Omenka Gallery, Lagos, Nigeria[7][8]
- 2010: Reconstruction in Reverse, Omenka Gallery, Lagos, Nigeria[9]
- 2011: Crosscurrents, Omenka Gallery, Lagos, Nigeria[10][11]
- 2011: The Ruptured Landscape, Centre For Contemporary Art (CCA), Lagos, Nigeria[12][13]
- 2011: VAN Video Art Network Lagos, IN-SHORT, International Short Film Festival, Lagos, Nigeria[14][15]
- 2011: VAN Video Art Network Lagos, Media Art Screening, Lagos, Nigeria[16]
- 2012: CONRAD'S CIRCUS - For Crown and Country, Goethe-Institut Lagos, Nigeria[17][18][19]
- 2012: How to Tame Ghosts, SAVVY Contemporary, Berlin, Deutschland[20]
- 2013: National Pop Up Theater, Federal Government Press, Lagos, Nigeria[21][22]
- 2013: Time to Pretend - Constructions Of Heritage, Memory & Belonging, First Floor Gallery, Harare, Simbabwe.[23]
- 2014: nnovate - Heritage, ZK/U Zentrum für Kunst und Urbanistik, Berlin, Deutschland[24][25][26]
- 2015: For Crown and Country, Bamako Encounters, African Biennale of Photography, Bamako, Mali[27][28][29][30][31]
- 2015: Conrad's Circus - For Crown and Country, RomAfrica Film Festival RAFF, Cinema Extention, Rom, Italien[32][33]
- 2015: Sights & Sounds of Nigeria, Jewish Museum, New York, USA[34][35]
- 2016: Being and Becoming: Complexities of the African Identity, UNISA Art Gallery, Pretoria, Südafrika[36][37]
- 2022: The Respectful Gaze - From The Estate Of Nina Fischer-Stephan, Tinubu Square, Lagos, Nigeria[38][39][40]
- 2022: Things Fall Apart - Film Stills By Stephen Goldblatt, Cineteca Nacional de Mexico, Mexiko-Stadt, Mexiko[41]
- 2023: Al'umma - Eine Gesellschaft Feiert Das Leben, Iwalewahaus, Bayreuth, Deutschland[42][43][44]
- 2023: Ecoar - Refletindo A Sombra Africana Da Memória, Fundação Joaquim Nabuco, Recife, Brasilien[45][46][47][48][49][50]
- 2024: Reverbacoes, Muncab - National Museum of Afro-Brazilian Culture, Salvador de Bahía, Brasilien[51][52][53]
- 2024: (H) alaka - Echoes of the Revolt and Overlaps of Two Trades, Vila Sul, Goethe-Institut, Salvador de Bahía, Brasilien

## Kuratierte Ausstellungen
- 2011: O, Lagos, Nigeria
- 2012: FRESH VERNACULAR, Lagos, Nigeria[54]
- 2013: NATIONAL POP UP THEATER, Nigeria[55] Goethe-Institut Lagos in der Federal Government Press, Lagos, Nigeria[56]
- 2024: TWINS SEVEN SEVEN AND HIS YORÙBÁ UNIVERSE, Iwalewahaus, Bayreuth, Deutschland[57][58]

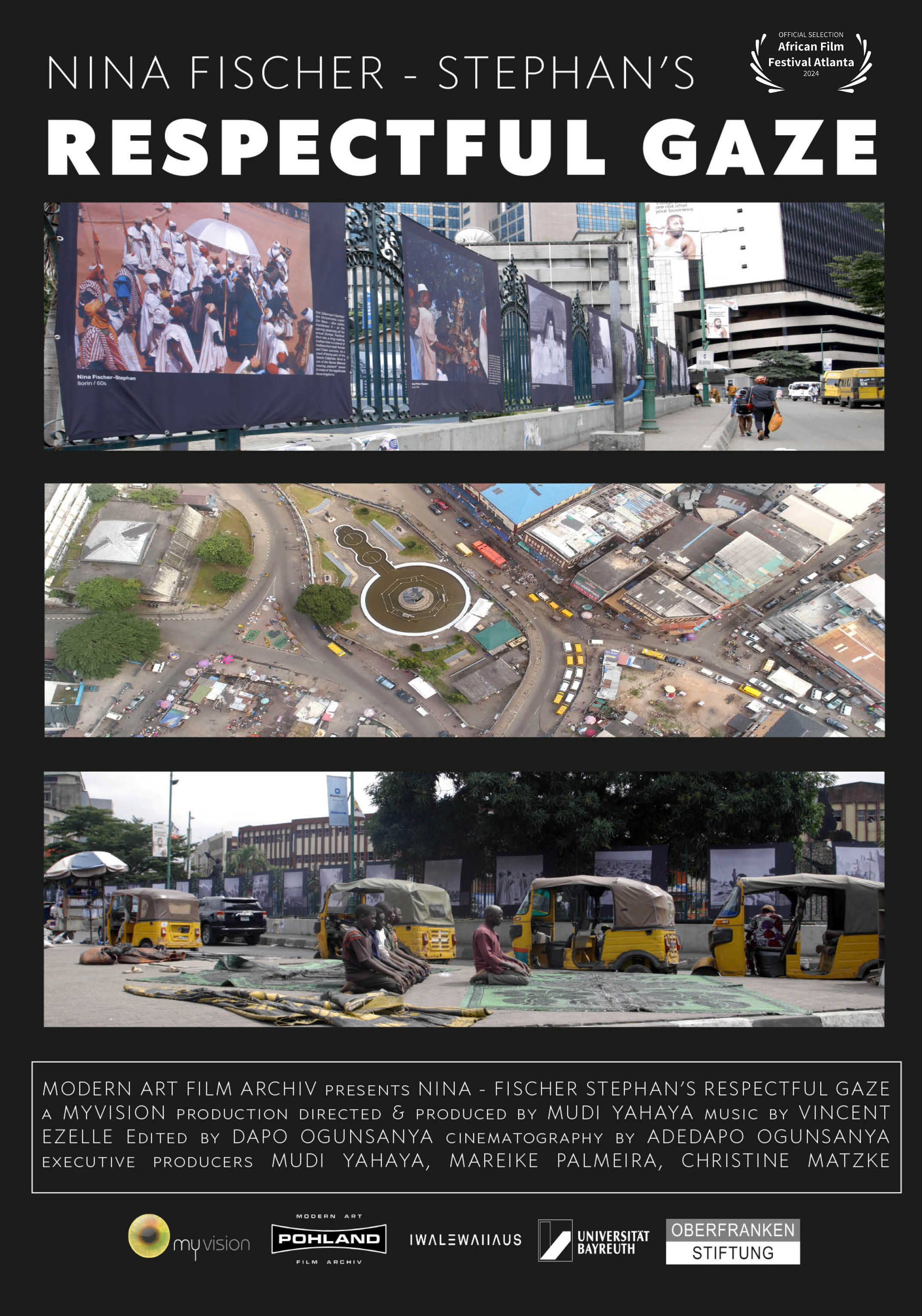
NINA FISCHER-STEPHAN'S RESPECTFUL GAZE (2024) by Mudi Yahaya

## Filme
- 2014: A PLACE IN THE STARS, Standfotograf, Thriller, 1:52 min
- 2014–2016: OGAS AT THE TOP, Drehbuch, TV-Serie[59][60]
- 2018: SKIN, Dokumentarfilm, 76 min[61][62][63][64][65][66][67][68][69]
- 2022: Nina Fischer-Stephan’s Respectful Gaze, Regie, Dokumentarfilm, 40 min /  Premiere am 18. Mai 2024 auf dem African Film Festival in New York[70][71][72][73][74][75]

## Würdigungen
- 2014: Prix Pictet Prize (Nominierung), Schweiz
- 2015: Prix Pictet Prize (Nominierung), Schweiz

## Essays
- WHY DOES THE HISTORY OF EUROPEAN-AFRICAN ENTANGLEMENTS, »DIFFERENT IDENTICAL« AND THE RISE OF POPULIST NATIONALISM MATTER?, Ästhetik & Kommunikation, Berlin 2025, ISBN  978-3-911752-01-5
- WHEN THE BULLFROG JUMPS IN THE SUN -Why Things Fall Apart Is Still A Very Relevant Black Film Till This Day, The Art Hub, Lagos 2025[76]
- DISPLACES SOVEREIGNTIES - Bitcoin, The Ghost Of Atlantic Migrations And The Diaspora's Econoomic Awakening, Ästhetik & Kommunikation, Berlin 2025, ISBN 978-3-911752-00-8[77]
- THE COLOUR OF DATA - Photography, Race, Algorithms And The Challenges Of Representation, Ästhetik & Kommunikation, Berlin 2024, ISBN 978-3-9822591-8-5[78]
- PHOTOGRAPHY AT THE INTERFACE OF HISTORY AND IDENTITY, Eröffnungsrede bei seiner Soloausstellung ECOAR, Recife, Brazil 2023, ungekürzt veröffentlicht in der nigerianischen Zeitung Premium Times, die für ihren Qualitätsjournalismus mit dem Pulitzer Prize ausgezeichnet wurde.[79]
- TEN CITIES: Clubbing in Nairobi, Cairo, Kyiv, Johannesburg, Berlin, Naples, Luanda, Lagos, Bristol, Lisbon 1960 – March 2020, Herausgegeben von Johannes Hossfeld Etyang, Joyce Nyairo, Florian Sievers, Spector Books, Leipzig 2020, ISBN 978-3-944669-79-3[80][81][82][83][84][85]
- CIRCADIAN RHYTHMS: THE MANY LAYERS OF LAGOS, veröffentlichter Auszug seines TEN CITIES Essay, über die wirtschaftlichen Faktoren, welche die Hybridisierung der Fuji-Musik vorantreiben, The Mail & Guardian, Johannesburg, Südafrika, 4. Februar 2022[86]
- The National War Museum, Umuahia, Development Alternatives and Resource Center, Carolina Academic Press, 2016, ISBN 978-1-61163-880-6, cap-press.com
- RECONSTRUCTION IN REVERSE: A Photographic Exhibition, Deconstructing The Displaced And Misinterpreted Nigerian Identity, Revilo Company Limited, Lagos, Nigeria, 2010, ISBN 978-978-911-369-9[87][88]